# Alchas de Toul
Saint Alchas est le troisième évêque de Toul.
On ne connaît de cet évêque que son nom qui est cité dans le manuscrit d'Adson et dans les épitaphes des évêques de Toul. Il est cité vers 420. Il succède à Saint Amon et  a eu pour successeur Saint Gelsimus.